# روباهی شدن

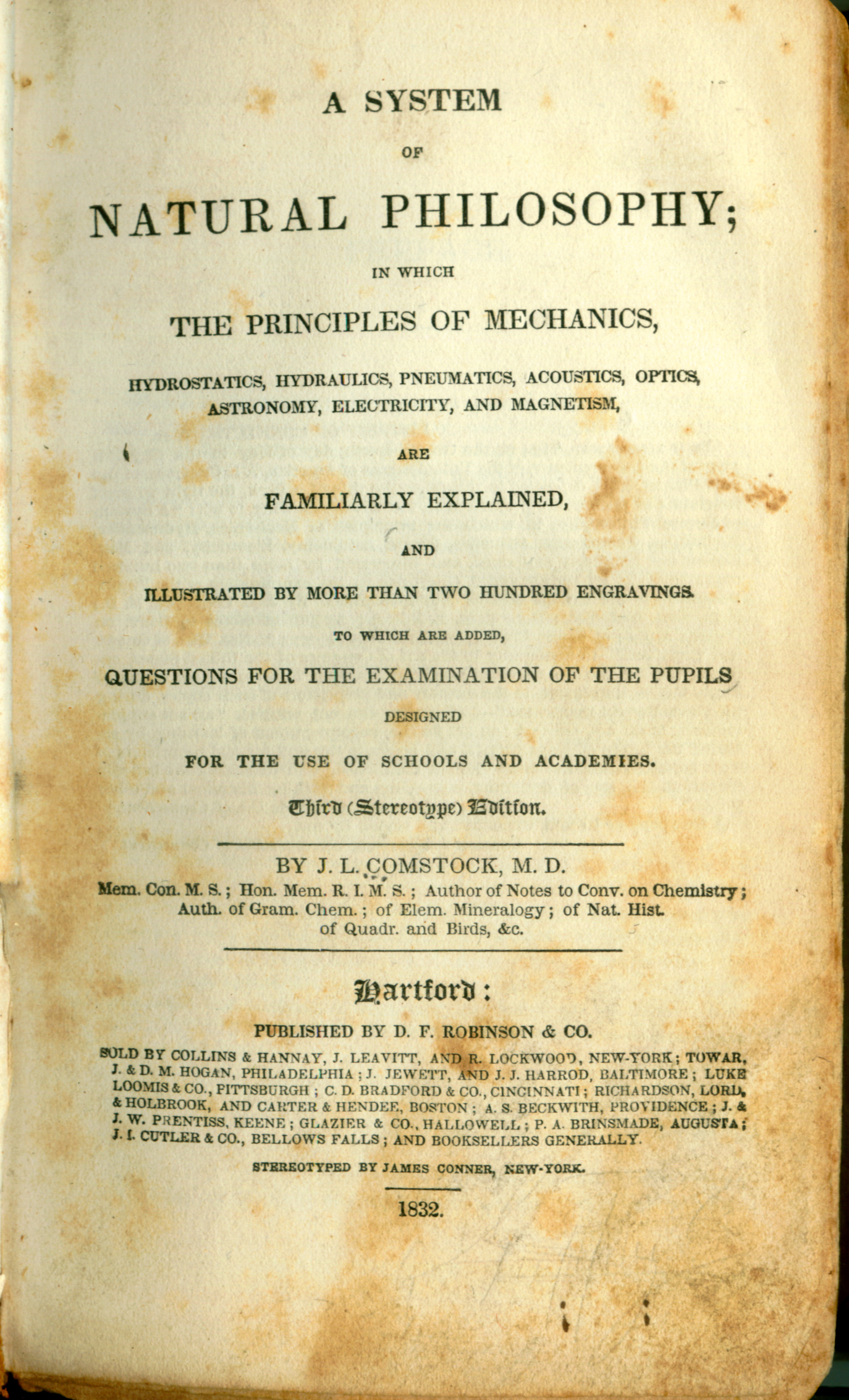
روباه سنگین در صفحه عنوان یک کتاب درسی ۱۸۳۲

روباهی شدن کاغذ یا قهوه‌ای شدن کاغذ (به انگلیسی: Foxing) یک فرایند زوال مرتبط با سن است که سبب ایجاد لکه و قهوه‌ای شدن روی اسناد کاغذی قدیمی مانند کتاب‌ها، تمبرهای پستی، پول‌های کاغذی قدیمی و گواهی‌ها می‌شود. این عنوان ممکن است از رنگ قرمز مایل به قهوه‌ای روباهمانند لکه‌ها گرفته شده باشد، که ناشی از زنگ‌زدگی اکسید آهن شیمیایی است که ممکن است درگیر باشد. گفته می‌شود کاغذی که به این ترتیب تحت تأثیر قرار گرفته است «روباهی» شده است.
روباهی شدن همچنین در پوست‌ها یا نمونه‌های مطالعه بیولوژیکی به عنوان اثر واکنش‌های شیمیایی یا کپک بر روی ملانین رخ می‌دهد.
روباهی شدن می‌تواند عمدی نیز به لباس اضافه شود تا ظاهری کهنه به آن ببخشد.

## بازسازی سندهای روباهی
سندهای روباهی را می‌توان با موفقیت بیشتر یا کمتر با استفاده از سدیم بوروهیدرید، سفیدکننده‌های اختصاصی، پراکسید هیدروژن رقیق یا لیزر تعمیر کرد. هر روش عوارض جانبی یا آسیب به کاغذ یا جوهر را در پی دارد.
روش دیگر اسکن تصویر و پردازش آن تصویر با استفاده از یک برنامه پردازش تصویری با سطح دقت بالا است. این کار معمولاً می‌تواند اثرات روباهی را از بین ببرد در حالی که متن و تصاویر دست‌نخورده باقی بماند.